# José Ramón Saiz Viadero
Pour les articles homonymes, voir Saiz.
José Ramón Saiz Viadero, né à Santander le 7 mai 1941, est un écrivain, historien et journaliste espagnol.

## Biographie
José Ramón Saiz Viadero est l'un des spécialistes contemporains de l'histoire de la Cantabrie. 
Il est également un universitaire spécialiste du cinéma espagnol, de l'histoire de la République, de la guerre d'Espagne et de la Retirada.
Il a notamment mis en lumière le destin des Onze Roses rouges, groupe de jeunes femmes républicaines fusillées durant la guerre d'Espagne devant les murs du cimetière de Ciriego de Santander, en Cantabrie et inhumées dans une fosse commune.